# Блусон Серјан
Блусон Серјан (фр. Blousson-Sérian) насеље је и општина у јужној Француској у региону Миди Пирене, у департману Жерс која припада префектури Миранд.
По подацима из 2011. године у општини је живело 48 становника, а густина насељености је износила 9,11 становника/km². Општина се простире на површини од 5,27 km². Налази се на средњој надморској висини од 224 метара (максималној 298 m, а минималној 185 m).

## Демографија
| 1962. | 1968. | 1975. | 1982. | 1990. | 1999. | 2011. |
| ----- | ----- | ----- | ----- | ----- | ----- | ----- |
| 46    | 70    | 63    | 58    | 59    | 50    | 48    |

График промене броја становника у току последњих година